# АФК Леопардс
Абалаг'я футбольний клуб «Спортивний клуб „Леопардс“» або просто «АФК Леопардс» (англ. Abaluhya Football Club Leopards Sports Club) також відомий як Інгве (мовою лух'я — «Леопардс») — професіональний кенійський футбольний клуб з міста Найробі. Виступає у Прем'єр-лізі, вищому дивізіоні кенійського чемпіонату з футболу. Заснований 1964 року. З 12-а чемпіонствами в Прем'єр-лізі є другою найтитулованішою командою Кенії, поступаючись за цим показником лише «Гор Магія» (18 чемпіонств). Саме з цим колективом має найзапекліше протистояння, відоме як «Дербі Найробі». Домашні матчі проводить на Національному стадіоні Н'яйо.

## Історія
АФК Леопардс належить до числа найтитулованіших футбольних клубів Кенії, команда 12 разів вигравала Прем'єр-лігу. Також АФК Леопардс 10 разів вигравав Кубок президента Кенії, а також 5 разів клубний кубок КЕСАФА.
Команду було засновано 1964 року під назвою Футбольний клуб «Абалуг'я Юнайтед». У 1973 році змінив назву на ФК «Абалуг'я» після того, як об'єднався з декількома нижчоліговими клубами. З 1980 року виступає під сучасною назвою, Абалаг'я футбольний клуб «Спортивний клуб „Леопардс“».
Як і багато інших кенійських клубів, клуб стикався з фінансовими проблемами через безгосподарність і в 2006 році навіть вилетів з вищого дивізіону. У 2007 році не виступала в жодному футбольному дивізіоні, проте грала в кубку президента Кенії. У 2008 році виступав у Національній лізі, де став переможцем свого зонального турніру. У 2009 році повернулися до Прем'єр-ліги, того ж року команда виграла кубку президента Кенії. У 2011 році команда мала найвищий середній поазник відвідуваності матчів серед інших кенійських колективів.

## Досягнення
- Прем'єр-ліга Кенії
  -  Чемпіон (12): 1966, 1967, 1970, 1973, 1980, 1981, 1982, 1986, 1988, 1989, 1992, 1998
  -  Срібний призер (5): 1985, 1987, 1996, 1999, 2013
  -  Бронзовий призер (2): 1978, 2012

- Кубок президента Кенії
  -  Володар (10): 1967, 1968 (обидва — як «Абдулаг'я»), 1984, 1985, 1991, 1994, 2001, 2009, 2013, 2017
  -  Фіналіст (6): 1987, 1989, 1997, 2000, 2003

- Клубний кубок КЕСАФА
  -  Володар (5): 1979 (як «Абдулаг'я»), 1982, 1983, 1984, 1997

## Статистика виступів у континентальних турнірах
| Сезон | Турнір                       | Раунд      | Клуб                     | Вдома | На виїзді | Загалом       |
| ----- | ---------------------------- | ---------- | ------------------------ | ----- | --------- | ------------- |
| 1968  | Кубок африканських чемпіонів | 1          | «Сент-Джордж»            | 1-1   | 3-1       | 4-2           |
| 1968  | Кубок африканських чемпіонів | 1/4 фіналу | «Аль-Мурада» (Омдурман)  | 3-0   | 1-3       | 4-3           |
| 1968  | Кубок африканських чемпіонів | 1/2 фіналу | «Етуаль Філант» (Ломе)   | 2-0   | 0-4       | 2-4           |
| 1971  | Кубок африканських чемпіонів | 1          | «Гріт Олімпікс»          | 0-0   | 1-3       | 1-3           |
| 1974  | Кубок африканських чемпіонів | 2          | «Теле»                   | 2-0   | 0-1       | 2-1           |
| 1974  | Кубок африканських чемпіонів | 1/4 фіналу | «Газль Аль-Мехалла»      | 1-1   | 0-3       | 1-4           |
| 1981  | Кубок африканських чемпіонів | 1          | «Аль-Аглі»               | 1-1   | 1-3       | 2-4           |
| 1982  | Кубок африканських чемпіонів | 1          | КСК                      | 4-1   | 0-3       | 4-4 (в. г.)   |
| 1983  | Кубок африканських чемпіонів | 1          | «Дайнамоз»               | 3-0   | 1-5       | 4-5           |
| 1985  | Кубок володарів кубків КАФ   | 1          | «Аль-Меррейх» (Омдурман) | 2-0   | 1-2       | 3-2           |
| 1985  | Кубок володарів кубків КАФ   | 2          | «Муфуліра Вондерез»      | 1-1   | 1-1       | 2-2 (5-3 пен) |
| 1985  | Кубок володарів кубків КАФ   | 1/4 фіналу | «Асанте Котоко»          | 2-0   | 0-2       | 2-2 (5-4 пен) |
| 1985  | Кубок володарів кубків КАФ   | 1/2 фіналу | «Левентіс Юнайтед»       | 1-0   | 0-2       | 1-2           |
| 1986  | Кубок володарів кубків КАФ   | 1          | Вітал'О                  | 1-0   | 1-1       | 2-1           |
| 1986  | Кубок володарів кубків КАФ   | 2          | «АС Каламу»              | 1-1   | 1-3       | 2-4           |
| 1987  | Кубок африканських чемпіонів | 1          | «Маджі Маджі»            | 1-0   | 1-0       | 2-0           |
| 1987  | Кубок африканських чемпіонів | 2          | «Аль-Аглі»               | 2-1   | 0-6       | 2-7           |
| 1988  | Кубок володарів кубків КАФ   | 1          | «КАПС Юнайтед»           | 1-1   | 4-0       | 5-1           |
| 1988  | Кубок володарів кубків КАФ   | 2          | «АС Каламу»              | 4-1   | 0-2       | 4-3           |
| 1988  | Кубок володарів кубків КАФ   | 1/4 фіналу | «Діамант» (Яунде)        | 1-0   | 0-1       | 1-1 (3-5 пен) |
| 1989  | Кубок африканських чемпіонів | 1          | «Інтер Стар»             | 0-0   | 1-1       | 1-1 (в. г.)   |
| 1989  | Кубок африканських чемпіонів | 2          | «Аль-Мурада» (Омдурман)  | 1-0   | 0-3       | 1-3           |
| 1990  | Кубок африканських чемпіонів | 1          | «Сент-Льюїс»             | 4-2   | 3-3       | 7-5           |
| 1990  | Кубок африканських чемпіонів | 2          | «Санрайс Флек Юнайтед»   | 3-0   | 1-1       | 4-1           |
| 1990  | Кубок африканських чемпіонів | 1/4 фіналу | «Кабілія»                | 2-1   | 0-3       | 2-4           |
| 1992  | Кубок володарів кубків КАФ   | 1          | «Аль-Аглі»               | 2-1   | 0-2       | 2-3           |
| 1993  | Кубок африканських чемпіонів | 1          | «Нкана Ред Девілс»       | 1-1   | 0-1       | 1-2           |
| 1994  | Кубок КАФ                    | 1          | «Наківубу Вілла»         | т.п.1 | т.п.1     | т.п.1         |
| 1994  | Кубок КАФ                    | 2          | «Монені Пайретс»         | 2-0   | 1-0       | 3-0           |
| 1994  | Кубок КАФ                    | 1/4 фіналу | «Прімейру де Маю»        | 2-1   | 0-1       | 2-2 (в. г.)   |
| 1997  | Кубок КАФ                    | 1          | «Сімба»                  | 3-0   | 1-1       | 4-1           |
| 1997  | Кубок КАФ                    | 2          | «Кабве Варріорз»         | т.п.2 | т.п.2     | т.п.2         |
| 1997  | Кубок КАФ                    | 1/4 фіналу | КСК                      | 2-2   | 0-1       | 2-3           |
| 1999  | Ліга чемпіонів КАФ           | 1          | «Район спорт»            | 1-2   | 0-1       | 1-3           |
| 2002  | Кубок володарів кубків КАФ   | 1          | «Аль-Мурада» (Омдурман)  | 0-0   | 0-1       | 0-1           |
| 2010  | Кубок конфедерації КАФ       | Попередній | «Бенкс»                  | 3-1   | 0-3       | 3-4           |
| 2014  | Кубок конфедерації КАФ       | Попередній | «Діфенс»                 | 2-0   | 2-1       | 4-1           |
| 2014  | Кубок конфедерації КАФ       | 1          | «Суперспорт Юнайтед»     | 2-2   | 0-2       | 2-4           |
| 2018  | Кубок конфедерації КАФ       | Попередній | «Фоса Жуніор»            | 1-1   | 0-0       | 1-1 (в.г.)    |

1- «Наківубу Вілла» знявся з турніру.

2- «Кабве Варріорз» знявся з турніру.

## Вболівальники
«АФК Леопардс» має велику кількість вболівальників. За різними оцінками, команду підтримують до 6 мільйонів фанів. Підтримують команду не лише в Кенії, але й по всій Східній та Південній Африці. Також у міжнародних матчах за участю «леопардів» у Східній та Південній Африці приходить більше вболівальників кенійського клубу, ніж їх суперників.

## Тренерський персонал
| Посада                       | Ім'я              |
| ---------------------------- | ----------------- |
| Головний тренер              | Андре Каса Мбунго |
| Помічник головного тренера   | Ентоні Кімані     |
| Тренер воротарів             | Лоуренс Вебо      |
| Менеджер команди             | Том Джума         |
| Лікар команди                | Патрік Нгусале    |
| Фізіотерапевт                | Бонавентюре Одіре |
| Тренер з фізичної підготовки | Вінсент Мбваві    |

## Відомі тренери
- Чарльз Г'ямфрі (1988–91)
- Ян Купс (2012)
- Люк Еймол (2013)
- Гендрік Пітер де Йонг (2014)[2]
- Здравко Логарушич (2015)
- Ян Купс (2016)
- Івон Міннор (2016)
- Стьарт Голл (2016–2017)
- Доріан Марін (2017)
- Роберт Матано (2017–2018)
- Родольфо Сапата (2018)
- Нікола Кавазович (2018)
- Марко Василєвич (2018-2019)